# Kidbusters
Kidbusters (Originaltitel Kidnapning) ist ein 2017 erschienener dänischer Familienfilm von Frederik Meldal Nørgaard. In der Komödie werden die Kinder einer mittellosen Familie von ihrem Onkel zu einem Verbrechen überredet, das durch verschiedene Verwicklungen vollständig anders ausgeht.

## Handlung
Der Film spielt in Kopenhagen. Die vier Geschwister Winni, Oskar, Anders (der Erzähler) und Nesthäkchen Bertram werden von ihrer überforderten Mutter allein versorgt, während der Vater wegen einer unbeabsichtigten Schmuggelei eine Gefängnisstrafe absitzt. Als sie gerade dessen Entlassung feiern, verlieren sie ihre Wohnung wegen Mietrückstand. Die Mutter erleidet einen Schwächeanfall und muss ins Krankenhaus, der Vater quartiert sich mit den Kindern vorerst in der dürftigen Hütte seines Bruders Georg ein.
Georg ist ein glückloser Kleinkrimineller. Obwohl er dem Vater verspricht, vorerst kein Ding zu drehen, plant er bereits die Entführung des achtjährigen Bernhard Lacroix Eriksen von der Lippe, Sohn eines reichen Bankiers, und überredet die vier Geschwister dazu, den Lockvogel zu machen. Während ihr Vater einen ehrlichen Job sucht und schließlich auch findet, mischen sich die vier Kinder unter Bernhards Kostümfest und entführen ihn nach einigen lustigen Zwischenfällen. Georg versteckt ihn in der Wohnung und fordert telefonisch eine Million Lösegeld. Vor dem Vater können sie Bernhard nicht versteckt halten und stellen ihn als den neuen Freund des gleichaltrigen Bertram vor. Bernhard findet die Geschwister nett und erlebt die dilettantische Entführung als willkommenes Abenteuer in seinem sonst langweiligen Leben. Am nächsten Tag erfährt der Vater aus der Zeitung von der Entführung. Er stellt Georg zur Rede und bittet Bernhard, es so aussehen zu lassen, als sei alles nur ein Spaß gewesen. Bernhard ist einverstanden.
Der Butler Mikkelsen, der sich in der Abwesenheit des Vaters um Bernhard kümmert, wittert seine Chance aufs große Geld. Er informiert Bernhards Vater per Videokonferenz und zeigt ihm einen fingierten Erpresserbrief mit verzehnfachter Lösegeldforderung – offenbar plant er, die Differenz einzustecken. Darauf bekommt er sofort die Vollmacht über alle Konten. Beim Übergabetermin nimmt Mikkelsen zwar den Jungen entgegen, doch hat er die Polizei informiert, die die Familie festnimmt.
Bei der Gegenüberstellung beteuert Bernhard, das seien nicht seine Entführer, doch keiner glaubt ihm, auch sein mittlerweile eingetroffener Vater nicht. Durch einen Trick kann Bertram aus der Polizeiwache entweichen und Bernhard folgen. Mit ihren Paintball-Waffen stellen sie Mikkelsen, der seinen neuen Reichtum zu genießen begonnen hat. Bernhards Vater schenkt der Familie zum Dank ein Haus, das er nicht mehr benötigt.

## Besetzung und Synchronisation
| Rolle    | Darsteller               | Synchronsprecher |
| -------- | ------------------------ | ---------------- |
| Anders   | Alfred Larsen            | Tom Wiedemann    |
| Bertram  | Luca Coker               | Hannes Deinhard  |
| Winni    | Svane Pedersen           | Elise Eikermann  |
| Oskar    | Samuel Hallas            | Piet Nowatzky    |
| Georg    | Brian Lykke              | Frank Jordan     |
| Vater    | Anders Brink             | Oliver Böttcher  |
| Mutter   | Therese Damsgaard        | Eva Michaelis    |
| Bernhard | Gustav Schläger-Johansen | Benedikt Geiger  |

## Kritik
Der Filmdienst findet den Film „sympathisch altmodisch“ und lobt, dass neben den gelungenen Identifikationsfiguren auch die Motive der Vernachlässigung und finanziellen Not altersgerecht aufgegriffen werden.